# Konan
Konan (小南) er en figur fra manga- og animeserien Naruto. Hun er den eneste kvindelige ninja i Akatsuki. Masashi Kishimoto ville have fremstillet hende mere sjofel ved, at vise mere af "det kvindelige". Hun er både partner med Pain og var også engang i lære under Jiraiya, da hun blev forældreløs under "Den tredje store ninja verdenskrig" Amegakure og hun var derfor tvunget til at klare sig selv, indtil hun mødte Yahiko og senere Nagato, som senere ville få navnet Pain. Fordi hun arbejder for Pain, som i Amegakure har tilnavnet "Gud", betegnes hun i Amegakure som "gudens engel". Konan har siden hun var helt lille mestret kunsten i papirfoldning (Origami), denne kunst benytter Konan sig af til at forsvare sig med, og fremstille ninjutsu til offensive, samt defensive angrebs metoder. Konan er i stand til at forvandle sin egen krop til utallige stykker papir, som hun kontrollere. Konans svaghed er vand, eller andre væske lignende stoffer.